# Enguerrando de Marigny
Enguerrando de Marigny (Lyons-la-Forêt, Normandia, 1260 – 30 de abril de 1315) foi um conselheiro do rei Felipe IV, possuidor de uma afinada perspectiva política e econômica, controlando o Tesouro Real. Ele chamava-se Enguerrando, o Porteiro, antes de se tornar senhor de Marigny. Descendente de família burguesa.
Ajudou na centralização do poder, na unificação do dinheiro e na administração, a independência do poder civil em relação à autoridade religiosa, a paz externa pela fortificação das cidades-chaves e guarnições permanentes, a paz interna pela submissão à autoridade real, o aumento da produção e das permutas e a segurança do comércio. Enguerrando fez com que o rei desse apoio a uma classe que se desenvolvia, a burguesia. As decisões do rei se baseavam fortemente na influência de Enguerrando.
Conseguiu que Felipe construísse uma estátua sua entre os reis, fato que designa sua importância para o reino.
Porém com a morte de seu rei, e a subida ao trono de seu filho Luís X, se acirrou a disputa entre Carlos de Valois (irmão de Felipe IV e tio do então Rei Luís X) e Marigny, que entre muitas acusações de traições acabou por ter sua estátua destruída e ter sido considerado culpado e enforcado em 30 de abril de 1315.

## Na ficção
Marigny é uma personagem importante em Les Rois maudits, uma série de romances históricos de Maurice Druon, adaptados para uma minissérie de televisão em 1972 e novamente em 2005. Ele foi interpretado por André Falcon em 1972 e por Jean-Claude Drouot em 2005.